# Villatuelda
Villatuelda è un comune spagnolo situato nel nord della Spagna, comarca di Ribera del Duero nella comunità autonoma di Castiglia e León, provincia di Burgos.
Bagnata dal fiume Esgueva, Villatuelda è distante 30 km da Aranda de Duero. Questa località è conosciuta per le sue cantine della DOC Ribera del Duero.

## Cultura e patrimonio
- Ponte romano
- Fontana romana
- Chiesa romanica e gotica di San Mamès
- Mulino ad acqua
- Colombaie circolari